# 베트남계 벨기에인
베트남계 벨기에인(네덜란드어: Vietnamezen in België)은 베트남에 기원을 둔 벨기에인들을 지칭하는 말이다.

## 같이 보기
- 베트남계 프랑스인
- 베트남계 독일인
- 베트남계 네덜란드인
- 벨기에의 인구